# Morovnik
Morovnik (olaszul: Moronigo) egy lakatlan szigetecske az Adriai-tengerben, Horvátországban, a Kvarnerić déli részén.

## Leírása
Morovnik szigete a Kvarnerić déli részén, Olib szigetétől északnyugatra 2,2 km-re fekszik. Területe 0,2 km². A sziget mindössze 0,7 km hosszú és legfeljebb 0,4 km széles. A sziget magassága csak 6 méter, tagolatlan partvonalának hossza 1,8 km. 
A sziget északnyugati végén van egy világítótorony, amely egy hengeres toronyból áll, amelynek reflektora 8 m magasságban van. A torony 5 másodpercenként zöld fényt bocsát ki.

## Szomszédos szigetek
- Šip (vagy Sip) hosszúkás szigetecske, mely Morovniktól 1,6 km-re délkeletre, Olib partjai közelében található.
- Kurjak egy ovális szikla, amely Moronigótól körülbelül 3 km-re dél-délkeletre, szintén Olib partjai közelében található.

## Fordítás
Ez a szócikk részben vagy egészben  a   Moronigo című olasz Wikipédia-szócikk ezen változatának fordításán alapul.  Az eredeti cikk szerkesztőit annak laptörténete sorolja fel. Ez a jelzés csupán a megfogalmazás eredetét és a szerzői jogokat jelzi, nem szolgál a cikkben szereplő információk forrásmegjelöléseként.